# Hemiteles albanicus
Hemiteles albanicus är en stekelart som beskrevs av Heinrich Habermehl 1926. 
Hemiteles albanicus ingår i släktet Hemiteles och familjen brokparasitsteklar. Inga underarter finns listade i Catalogue of Life.